# Acanthechiniscus
Genre
Acanthechiniscus est un genre de tardigrades de la famille des Echiniscidae.

## Liste des espèces
Selon Degma, Bertolani et Guidetti, 2016 :
- Acanthechiniscus distinctus (Mihelčič, 1951)
- Acanthechiniscus goedeni (Grigarick, Mihelčič & Schuster, 1964)
- Acanthechiniscus islandicus (Richters, 1904)
- Acanthechiniscus sinensis (Rahm, 1937)
- Acanthechiniscus victor (Ehrenberg, 1853)

## Publication originale
- Vecchi, Cesari, Bertolani, Jönsson, Rebecchi & Guidetti, 2016 : Integrative systematic studies on tardigrades from Antarctica identify new genera and new species within Macrobiotoidea and Echiniscoidea. Invertebrate Systematics, vol. 30, no 4, p. 303-322.